# Łuniew
Łuniew – wieś w Polsce położona w województwie lubelskim, w powiecie bialskim, w gminie Międzyrzec Podlaski.
Wieś była własnością starosty guzowskiego i nowomiejskiego Stanisława Opalińskiego, leżała w województwie podlaskim w 1673 roku. W latach 1975–1998 miejscowość administracyjnie należała do województwa bialskopodlaskiego.
Wieś jest sołectwem w gminie Międzyrzec Podlaski. Według Narodowego Spisu Powszechnego z roku 2011 wieś liczyła 192 mieszkańców.
Wierni Kościoła rzymskokatolickiego należą do parafii Matki Bożej Szkaplerznej w Krzewicy.

## Części wsi
| SIMC    | Nazwa     | Rodzaj    |
| ------- | --------- | --------- |
| 1022713 | Starowieś | część wsi |

## Historia
Wieś Łuniewo, bo tak się dawniej nazywała, została utworzona na terenie obecnej Międzyrzecczyzny przez Mikołaja z Domanina na gruntach nadanych w roku 1438 przez starostę brzeskiego Jana Nassutowicza.
W roku 1569, na mocy zawartej 28 czerwca na sejmie w Lublinie umowy unijnej Polski z Litwą, wieś Łuniewo została inkorporowana z Litwy przez Koronę. 
Jako wieś bojarska, Łuniewo nie było zobowiązane do żadnych powinności o charakterze pańszczyźnianym. Dopiero w roku 1794 książę Adam Czartoryski obciążył mieszkańców wsi różnymi powinnościami. Wymiar powinności pańszczyźnianych był znacząco mniejszy niż miało to miejsce w przypadku chłopów pańszczyźnianych, jednakże nałożenie tych powinności skutkowało procesem, który mieszkańcy wioski wytoczyli w roku 1821 księciu Konstantemu Czartoryskiemu. Proces ten, podobnie jak miało to miejsce w przypadku wioski Pościsze, zakończył się niepowodzeniem dla mieszkańców Łuniewa.
W roku 1864 car Aleksander II wydał dekret o uwłaszczeniu włościan w Królestwie Polskim. Na jego podstawie, mieszkańcy dóbr międzyrzeckich, w tym bojarzy ze wsi Łuniewo, zostali zwolnieni z obowiązków pańszczyźnianych.